# Herb Wiskitek
Herb Wiskitek – jeden z symboli miasta i gminy Wiskitki, ustanowiony 22 października 2004.

## Wygląd i symbolika
Herb przedstawia na tarczy koloru czerwonego czarną głowę tura z srebrno-złotym toporem między rogami, otoczoną złotym wieńcem z gałęzi palmy i zwieńczony złotą otwartą koroną. Jest to nawiązanie do herbu, który Wiskitkom nadał w 1595 Zygmunt III Waza.